# Le biciclette di Pechino
Le biciclette di Pechino (十七歲的單車T, 十七岁的单车S, Shiqi sui de dabùn cheP, lett. "La bicicletta del diciassettenne") è un film del 2001 diretto da Wang Xiaoshuai.

## Trama
Giunto a Pechino dalla campagna, Guo Liangui viene assunto come fattorino in una ditta di consegne. Un giorno la sua bici viene rubata, facendo perdere al ragazzo il lavoro, tuttavia il suo capo gli promette di riassumerlo qualora la ritrovasse. Determinato a riprendersi la sua bici e il suo posto di lavoro, dopo alcuni giorni Guo Liangui scopre che la sua bici è finita nelle mani di Jian, un ragazzo della periferia di Pechino che prova a fare colpo sulla sua compagna di scuola Qin. Il padre di Jian, non vivendo in condizioni agiate, non ha mai potuto permettersi di comprare una bici a suo figlio, perciò Jian aveva rubato i risparmi di famiglia per comprarne una al mercato, guarda caso la stessa bici di Guo Liangui.
I due ragazzi sono determinati a rivendicare la proprietà della bici: da un lato Guo Liangui asserisce che è stato derubato, dall'altro Jian fa notare che ha dovuto spendere 500 yuan per comprarla. Grazie alla mediazione degli amici di Jian, i due ragazzi trovano un accordo e decidono di condividere la bici a giorni alterni. Nel frattempo Qin si è allontanata da Jian per legarsi a Da Huan. Jian, sentendosi umiliato, rinuncia alla bici restituendola definitivamente a Guo Liangui, ma allo stesso tempo colpisce Da Huan alla testa con un mattone. Il ragazzo ferito lo raggiunge insieme ai suoi amici dando così inizio ad una rissa nella quale si ritrova anche il malcapitato Guo Liangui. Dopo essere stati picchiati da Da Huan e i suoi compagni, Jian e Guo Liangui si separano, e il fattorino se ne torna a casa con la bici malridotta per via della rissa. 

## Riconoscimenti
- Orso d'argento al festival di Berlino (2001)